# Brein Ignác
Brein Ignác (?, 1787. – Pest, 1834.) Pest városában a 19. század első harmadában alkotó építőmester. Legismertebb munkája a maga idejében a mai Deák tér 1. szám alatti klasszicista lakóház volt, amelyet az 1950-es években a két szomszédos tér egybenyitása kezdeteként lebontottak.

## Munkássága
Brein Ignác a korai klasszicizmus pesti kismestereinek egyike volt. Fivére, Brein Fülöp emelte Budapest egyetlen megmaradt copf stílusú házát, a Jakabffy-palota épületét.
Mindketten a kor szokásainak megfelelően egyszerre terveztek és építettek a megrendelők igényei szerint. Brein Ignác mellett tanulta a szakmát fia, Brein Ferenc (1817–1879), aki az 1848–49-es forradalom és szabadságharc után néhány kiemelkedően szép romantikus-neogótikus épületet tervezett. Ignac legjelentősebb terve az egykori Marokkó udvarban álló Kremnitzer-ház volt, a mai Deák téren. Kremnitzer János tímár 1879-ben 18 000 pengőforintért vásárolta meg a telkeket Gallert Jánostól, majd Brein Ignác tervei alapján 1821-ban felépíttette bérházát, melynek "L" alakú épülettömbje elválasztotta egymástól a mai Deák és Erzsébet teret. Egy évvel később helyezték fel rá Dunaiszky Lőrinc szobrászművész két fekvő, turbános törököt ábrázoló szobrát, ezért a ház sokáig viselte a „Két török” nevet, és a teret is sokáig „Török térnek” hívták a pestiek.
Wodianer Fülöp hódmezővásárhelyi nyomdász, könyvkereskedő, könyv- és lapkiadó, az Osztrák–Magyar Monarchia sajtóvállalkozója 1855-ben megvásárolta a Kemnitzer-házat, és benne nyomdát alapított.
A Fővárosi Közmunkák Tanácsa 1904-ben kezdeményezte a Deák tér északi irányba való kiszélesítését, s a hét házból álló tömb lebontását. Bár a tér ingatlanállománya sérülésekkel ugyan, de túlélte a két világháborút (Budapest ostroma), 1950-ben mégis bontani kezdtek, hogy a Deák teret és az Erzsébet teret (akkori Engels teret) egybeépítsék. A hét lebontott lakóház közül az első a Kremnizter volt. Udvarában állt az Uránia-kútszobor, amely az épület lebontása után a Vármegyeházába került.
Brein munkáinak jelentős része sem alaprajzon, sem metszeten nem maradt fenn. Köztük említhetnénk a Semmelweis utca 23. alatt lévő Unger-bérházat, amelyet idősebb Unger Ferenc kovácsmester 1820-ban építtetett Breinnel (nem tévesztendő össze az Ybl-féle Unger-házzal). Az épületet először 1866-ban Crettier Károly alakíttatta át, majd három évvel később Vassal Alajos megtervezte az utcai szárnyat, ekkor épült a második és harmadik emelet. A homlokzat 1931-ben még utalt az eredeti építőmesterre, majd Brader Mihály tervei szerint átírták. Ugyancsak alig emlékeztet egykori mására a Dob utca 19., illetve a Síp utca 27/a, b alatt található Weichhart-bérház, amelyet Brein két ütemben épített, 1812-ben és 1815-ben fejezte be. Az épület leégett, a helyreállítási tervet Hild József készítette el.
A Szerb utca, Veres Pálné utca sarkán ma is álló klasszicista házat szintén Brein Ignác tervezte, korábban tévesen fivérének, Brein Fülöpnek tulajdonították
A Veres Pálné utca 32. számú ház falán lévő emléktáblán az építés évét is olvashatjuk.
1823-ban építette a Magyar utca 11. sz. alatti Stamm-ház alsó szintjét.
Munkáinak kisebb részét megkímélte az idő, így a Szerb utca, Veres Pálné (egykori Zöldfa) utcában található kora klasszicista sarokházat a részben átalakított klasszicista homlokzattal. Érdekesség, hogy a Tanulmányok Budapest múltjából első kötetének Pesti építőmesterek munkássága, 1809–1847 című fejezete Brein Fülöpnek tulajdonítja a házat, tévesen. A kezdetektől lakóházként működő épület homlokzatán, jellemzően a korszak városi lakóházaira, nagy hangsúlyt kapnak a rizalitok mind a Szerb utcai, mind a Veres Pálné utcai homlokzaton. A félköríves kapu a földszinti egyenes záródású, tagozott keretezésű ablakokkal együtt az 1968–72. évi helyreállítás eredménye. A ház nem akármilyen tágabb szomszédságnak örvend: a Szent György Nagyvértanú szerb ortodox templom, a Veres Pálné Gimnázium és a PPKE Hittudományi Kar épületének ölelésében áll.